# Koffiefilterhouder

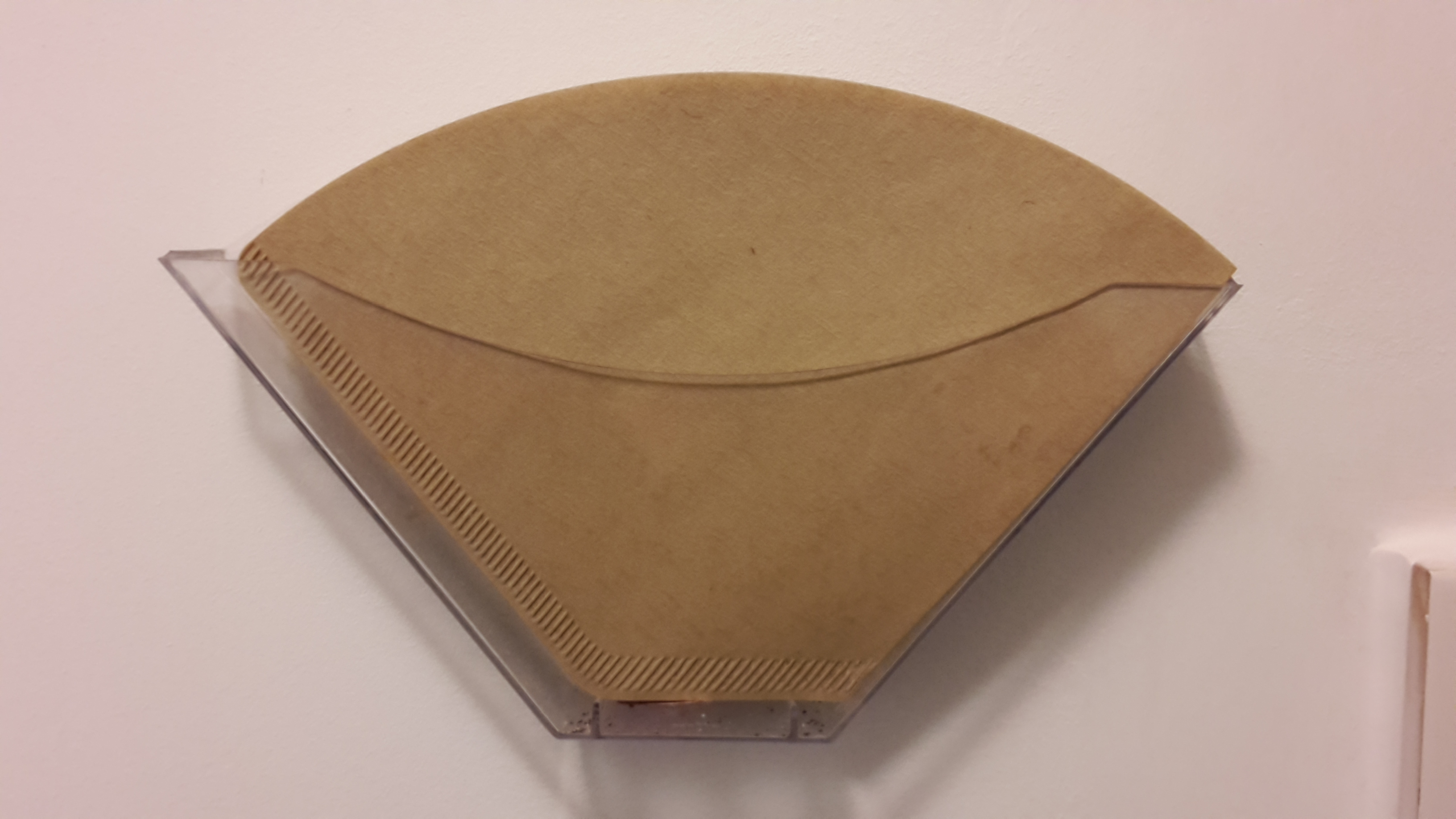
Een koffiefilterhouder

Een koffiefilterhouder is een houder waar de koffiefilters voor de koffie in bewaard kunnen worden. De uitvoering is meestal hangend aan een muur, een losstaande houder neemt vaak ruimte in beslag. Een koffiefilterhouder wordt doorgaans aangetroffen in de buurt van een koffiezetapparaat.
De koffiefilterhouders die in warenhuizen en winkels met huishoudartikelen te koop zijn, hebben meestal een standaardformaat, waar alle groottes van koffiefilters in passen. Een veelgebruikt materiaal is plastic in al zijn verschijningsvormen, maar ook textiel en hout zijn mogelijk. De meeste metalen houders zijn van aluminium, of al dan niet verchroomd draadstaal. Soms is de houder geïntegreerd met ander keukengerei, zoals de keukenpapierhouder of een haakje voor pannenlappen.